# گمینا اولشوو-بورکی
گمینا اولشوو-بورکی (به لهستانی:  Gmina Olszewo-Borki) یک گمینا در لهستان است که در شهرستان اوستروونکا واقع شده‌است. گمینا اولشوو-بورکی ۱۹۵٫۷۵ کیلومتر مربع مساحت و ۱۰٬۰۹۸ نفر جمعیت دارد.